# Експериментальна мінералогія
Експериментальна мінералогія — науково-технічний розділ мінералогії, покликаний з'ясовувати умови вирощування штучних мінералів та моделювати механізми, явища, процеси мінералоутворення у широкому діапазоні фізико-хімічних умов кристалізації. 
Експериментальна мінералогія доповнює генетичну мінералогію лабораторним моделюванням природних процесів мінералоутворення і вивченням фіз.-хімічних систем, що відтворюють природні мінеральні парагенезиси і обстановку їх формування. Модельний експеримент використовується також як критерій оцінки теоретичних напрацювань, наприклад, з кристалохімії, морфології мінералів.